# SN 1985G
SN 1985G – supernowa typu II-P odkryta 17 marca 1985 roku w galaktyce NGC 4451. Jej maksymalna jasność wynosiła 15,30m.